# Dinh dưỡng

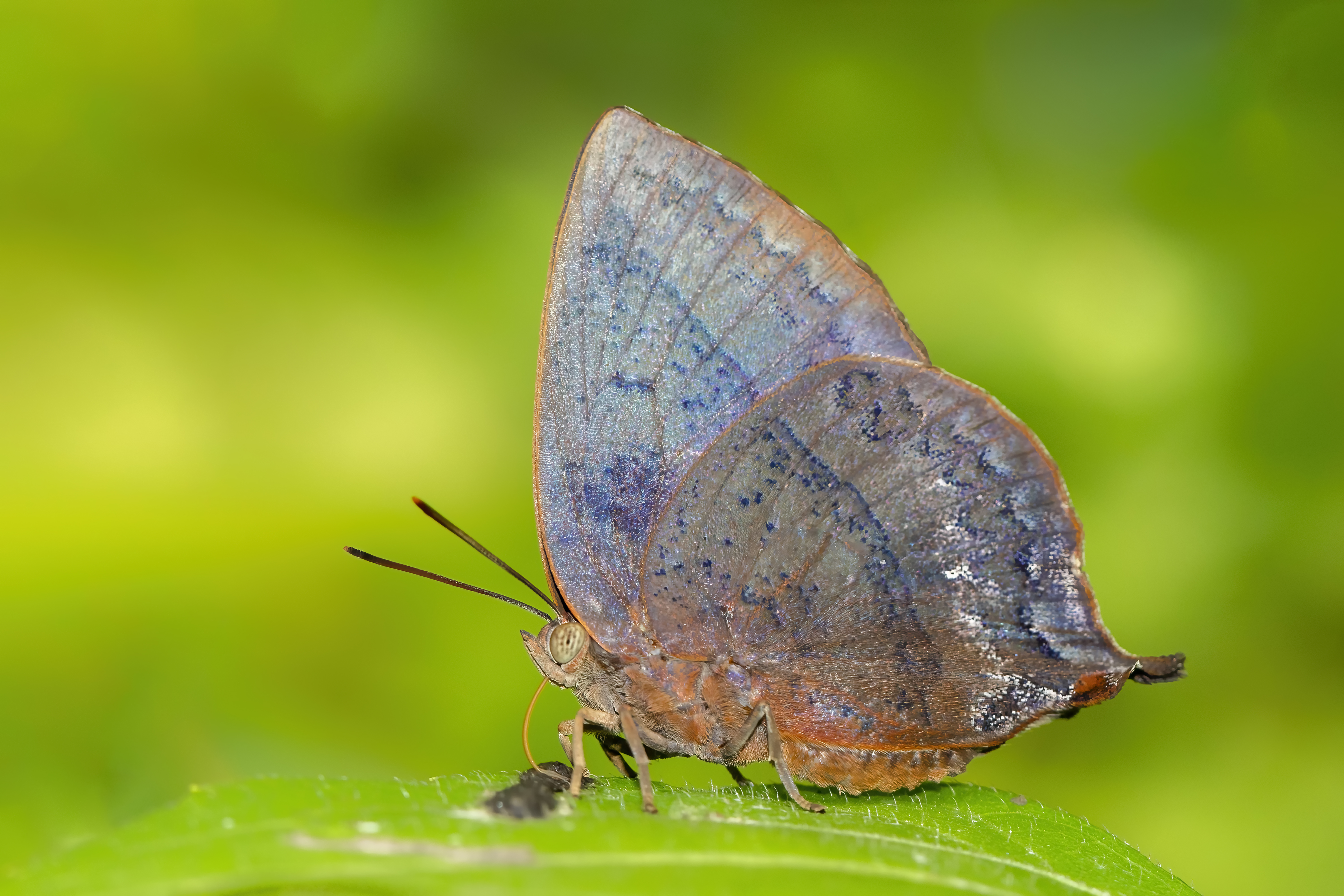
Một con bướm Amblypodia anita (bướm xanh lá tím) thu thập chất dinh dưỡng từ phân chim.

Dinh dưỡng (tiếng Anh: Nutrition) là quá trình sinh hóa và sinh lý trong đó sinh vật sử dụng thức ăn để hỗ trợ sự sống. Nó cung cấp cho sinh vật các chất dinh dưỡng có thể được chuyển hóa để tạo ra các cấu trúc năng lượng và hóa học. Không cung cấp đủ lượng chất dinh dưỡng cần thiết sẽ dẫn đến suy dinh dưỡng. Khoa học dinh dưỡng chuyên nghiên cứu về dinh dưỡng, mặc dù nó thường nhấn mạnh đến dinh dưỡng cho con người.
Các loài sinh vật xác định những chất dinh dưỡng chúng cần và cách lấy được các chất đó. Các sinh vật thu được chất dinh dưỡng bằng cách tiêu thụ chất hữu cơ, chất vô cơ, hấp thụ ánh sáng hoặc kết hợp những thứ này. Một số có thể sản xuất chất dinh dưỡng từ bên trong bằng cách tiêu thụ các nguyên tố cơ bản, trong khi một số phải tiêu thụ các sinh vật khác để có được chất dinh dưỡng có sẵn.
Tất cả các dạng sống đều cần carbon, năng lượng và nước cũng như nhiều phân tử khác. Động vật cần các chất dinh dưỡng phức tạp như carbohydrat, lipid và protein, lấy chúng bằng cách tiêu thụ các sinh vật khác. Con người đã phát triển nông nghiệp và nấu ăn để thay thế việc tìm kiếm thức ăn và nâng cao dinh dưỡng cho con người. Thực vật thu được chất dinh dưỡng thông qua đất và không khí. Nấm hấp thụ các chất dinh dưỡng xung quanh bằng cách phá vỡ các chất/hợp chất và hấp thụ chúng qua sợi nấm.

## Lịch sử
Việc phân tích khoa học về thực phẩm và chất dinh dưỡng bắt đầu trong cuộc cách mạng hóa học vào cuối thế kỷ 18. Các nhà hóa học thế kỷ 18 và 19 đã thử nghiệm nhiều nguyên tố và nguồn thực phẩm khác nhau để phát triển các lý thuyết về dinh dưỡng.
Khoa học dinh dưỡng hiện đại bắt đầu từ những năm 1910 khi các vi chất dinh dưỡng riêng biệt bắt đầu được xác định. Vitamin đầu tiên được xác định về mặt hóa học là thiamin vào năm 1926 và vitamin C được xác định là có tác dụng bảo vệ chống lại bệnh scorbut vào năm 1932. Scorbut thực chất là căn bệnh xuất phát từ sự thiếu hụt vitamin C trong cơ thể gây ra.
Vai trò của vitamin trong dinh dưỡng đã được nghiên cứu trong những thập kỷ tiếp theo. Chế độ ăn uống đầu tiên được khuyến nghị cho con người được phát triển để giải quyết nỗi lo về bệnh tật do thiếu lương thực trong thời kỳ Đại suy thoái và Chiến tranh thế giới thứ hai. Do tầm quan trọng của lĩnh vực này đối với sức khỏe con người, nghiên cứu về dinh dưỡng nhấn mạnh nhiều vào dinh dưỡng của con người và nông nghiệp, trong khi sinh thái chỉ là mối quan tâm thứ yếu.

## Chất dinh dưỡng
Chất dinh dưỡng là những chất cung cấp năng lượng và các thành phần vật chất cho cơ thể, giúp cơ thể tồn tại, phát triển và sinh sản. Chất dinh dưỡng có thể là các nguyên tố cơ bản hoặc các đại phân tử phức tạp. Khoảng 30 nguyên tố được tìm thấy trong chất hữu cơ, trong đó nitơ, cacbon và phốt pho là quan trọng nhất.
Các chất dinh dưỡng đa lượng là những chất cơ bản mà cơ thể cần và các chất dinh dưỡng vi lượng là những chất mà cơ thể cần ở lượng nhỏ. Vi chất dinh dưỡng hữu cơ được phân loại là vitamin và vi chất vô cơ được phân loại là khoáng chất.
Các chất dinh dưỡng được tế bào hấp thụ và sử dụng trong các phản ứng sinh hóa trao đổi chất. Chúng bao gồm các phản ứng cung cấp nhiên liệu tạo ra các chất chuyển hóa và năng lượng tiền chất, các phản ứng sinh tổng hợp chuyển đổi các chất chuyển hóa tiền chất thành các phân tử khối xây dựng, các phản ứng trùng hợp kết hợp các phân tử này thành các polyme đại phân tử và các phản ứng lắp ráp sử dụng các polyme này để tạo nên cấu trúc tế bào.

### Nhóm dinh dưỡng
Các sinh vật có thể được phân loại dựa trên cách chúng thu được cacbon và năng lượng.
Sinh vật dị dưỡng là sinh vật thu được chất dinh dưỡng bằng cách tiêu thụ carbon của các sinh vật khác, trong khi sinh vật tự dưỡng là sinh vật tự tạo ra chất dinh dưỡng từ carbon của các chất vô cơ như carbon dioxide.
Sinh vật hỗn dưỡng là những sinh vật có thể dị dưỡng và tự dưỡng, bao gồm một số sinh vật phù du và thực vật ăn thịt. Sinh vật quang dưỡng lấy năng lượng từ ánh sáng, trong khi sinh vật hóa dưỡng lấy năng lượng bằng cách tiêu thụ năng lượng hóa học từ vật chất.
Sinh vật hữu cơ tiêu thụ các sinh vật khác để lấy electron, trong khi sinh vật vô cơ dưỡng lấy electron từ các chất vô cơ, chẳng hạn như nước, hydro sunfua, dihydrogen, sắt (II), lưu huỳnh hoặc amon.
Sinh vật nguyên dưỡng có thể tạo ra các chất dinh dưỡng thiết yếu từ các hợp chất khác, trong khi sinh vật tự dưỡng phụ phải tiêu thụ các chất dinh dưỡng có sẵn từ trước.

### Chế độ ăn
Trong dinh dưỡng, chế độ ăn của một sinh vật là tổng hợp các loại thực phẩm mà sinh vật đó ăn vào. Một chế độ ăn uống lành mạnh giúp cải thiện sức khỏe thể chất và tinh thần của cơ thể. Điều này đòi hỏi phải ăn và hấp thu các vitamin, khoáng chất, axit amin thiết yếu từ protein và axit béo thiết yếu từ thực phẩm chứa chất béo. Carbohydrat, protein và chất béo đóng vai trò chính trong việc đảm bảo chất lượng cuộc sống, sức khỏe và tuổi thọ của cơ thể. Một số nền văn hóa và tôn giáo có những hạn chế về những gì có thể chấp nhận được trong chế độ ăn uống của họ.

### Chu trình dinh dưỡng
Chu trình dinh dưỡng là một chu trình sinh địa hóa bao gồm sự chuyển động của chất vô cơ thông qua sự kết hợp của đất, sinh vật, không khí hoặc nước, tại đó chúng được trao đổi bằng chất hữu cơ.
Dòng năng lượng là con đường một chiều và không theo chu kỳ, trong khi sự chuyển động của các chất dinh dưỡng khoáng chất là theo chu kỳ. Các chu trình khoáng bao gồm chu trình carbon, chu trình lưu huỳnh, chu trình nitơ, chu trình nước, chu trình phốt pho và chu trình oxy, trong số những chu trình khác liên tục tái chế cùng với các chất dinh dưỡng khoáng khác thành dinh dưỡng sinh thái phong phú.
Các chu trình sinh địa hóa được thực hiện bởi các sinh vật sống và các quá trình tự nhiên là chu trình nước, carbon, nitơ, phốt pho và lưu huỳnh.
Chu trình dinh dưỡng cho phép những yếu tố thiết yếu này quay lại môi trường sau khi được hấp thụ hoặc tiêu thụ. Nếu không có chu trình dinh dưỡng thích hợp, sẽ có nguy cơ thay đổi nồng độ oxy, khí hậu và chức năng của hệ sinh thái.

### Tìm kiếm thức ăn trong tự nhiên

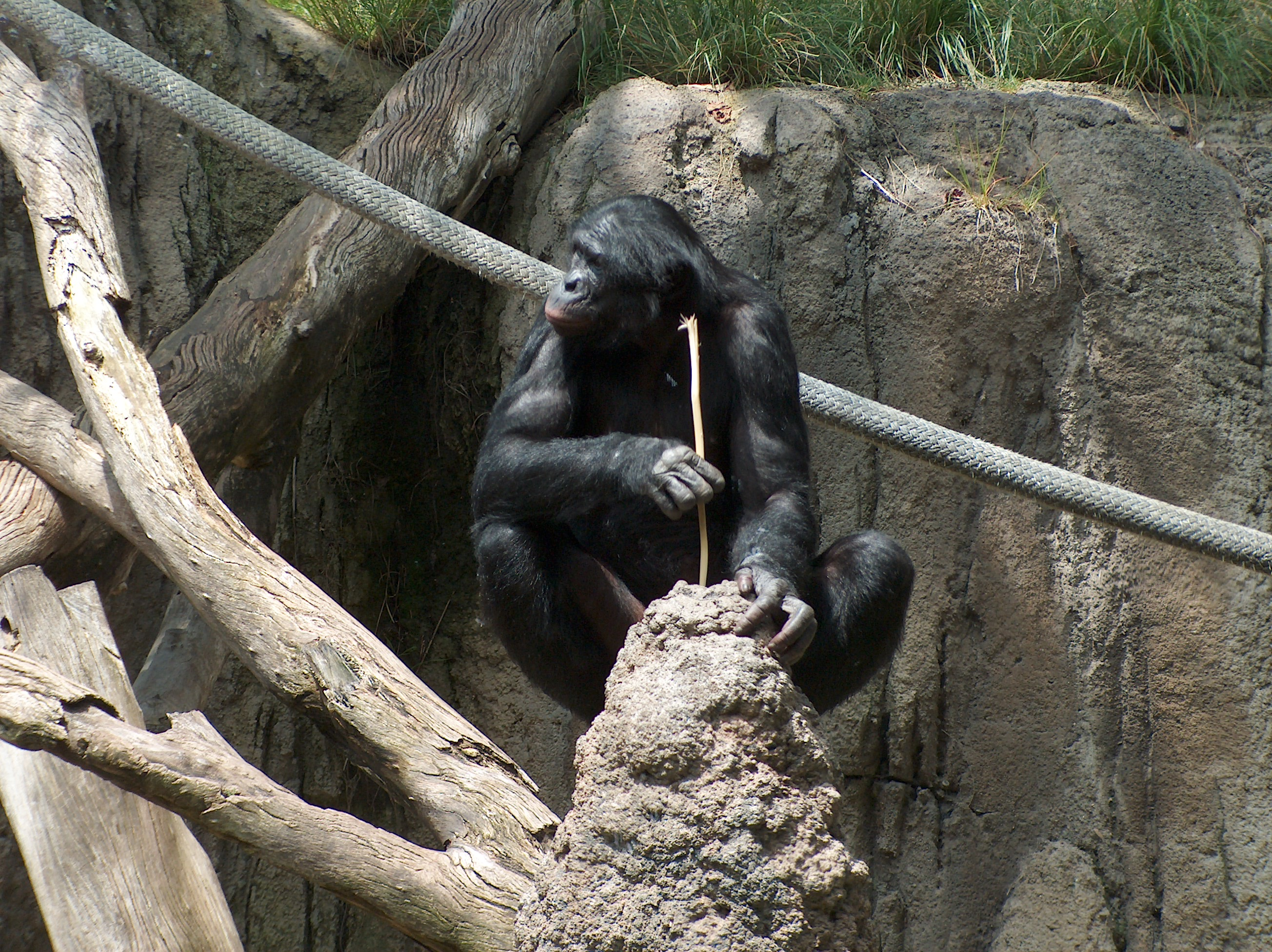
Một chú khỉ bonobo đang câu mối bằng một chiếc gậy đã được chuẩn bị sẵn

Kiếm ăn là quá trình tìm kiếm chất dinh dưỡng trong môi trường. Nó cũng có thể được định nghĩa để bao gồm việc sử dụng các nguồn tài nguyên sau đó.
Một số sinh vật, chẳng hạn như động vật và vi khuẩn, có thể di chuyển để tìm chất dinh dưỡng, trong khi những sinh vật khác, chẳng hạn như thực vật và nấm, lại mở rộng ra bên ngoài để tìm chất dinh dưỡng.
Việc tìm kiếm thức ăn có thể là ngẫu nhiên, trong đó sinh vật tìm kiếm chất dinh dưỡng mà không cần phương pháp, hoặc có thể có hệ thống, trong đó sinh vật có thể đi trực tiếp đến nguồn thức ăn.
Các sinh vật có thể phát hiện chất dinh dưỡng thông qua vị giác hoặc các hình thức cảm nhận chất dinh dưỡng khác, cho phép chúng điều chỉnh lượng chất dinh dưỡng hấp thụ.
Lý thuyết tìm kiếm thức ăn tối ưu là một mô hình giải thích hành vi tìm kiếm thức ăn như một phân tích chi phí-lợi ích, trong đó động vật phải tối đa hóa việc thu được chất dinh dưỡng trong khi giảm thiểu lượng thời gian và năng lượng dành cho việc tìm kiếm thức ăn. Nó được tạo ra để phân tích thói quen tìm kiếm thức ăn của động vật nhưng nó cũng có thể được mở rộng sang các sinh vật khác.
Một số sinh vật là những chuyên gia thích nghi với việc kiếm ăn với một nguồn thức ăn duy nhất, trong khi những sinh vật khác là những sinh vật tổng hợp có thể tiêu thụ nhiều nguồn thức ăn khác nhau.

### Cơ sở dữ liệu và công cụ tìm kiếm
- USDA National Nutrient Database for Standard Reference Lưu trữ ngày 3 tháng 3 năm 2015 tại Wayback Machine Search By Food
- USDA National Nutrient Database for Standard Reference Nutrient Lists Search By Nutrient